# Брук (Горња Баварска)
Брук (њем. Bruck) општина је у њемачкој савезној држави Баварска. Једно је од 21 општинског средишта округа Еберсберг. Према процјени из 2010. у општини је живјело 1.160 становника. Посједује регионалну шифру (AGS) 9175114.

## Географски и демографски подаци
Брук се налази у савезној држави Баварска у округу Еберсберг. Општина се налази на надморској висини од 513 метара. Површина општине износи 21,6 km². У самом мјесту је, према процјени из 2010. године, живјело 1.160 становника. Просјечна густина становништва износи 54 становника/km².

## Међународна сарадња
| Мјесто | Држава    | Врста сарадње | Од    |
| ------ | --------- | ------------- | ----- |
|        | Француска | партнерство   | 1994. |
| Извор  |           |               |       |